# Grolsch Kornuit
Grolsch Kornuit is een Nederlands pilsenerbier dat in 2013 werd geïntroduceerd door Grolsch. Op 12 januari 2022 werd bekend dat Grolsch in dat jaar gaat stoppen met Kornuit.
Het is een ondergistend bier met een alcoholpercentage van 5%. Het maakt gebruik van een ander soort hop dan reguliere Grolsch Premium Pilsner en wordt in de markt gezet als "verrassend fris pils met een zachte afdronk" en gericht op de jongere generatie, volgens sommigen op hipsters met baarden. Muziekbureau LAB-3 en rockband Navarone schreven een nummer voor de campagne.
Het bier scoorde aanvankelijk wisselend tot negatief op de bierwebsite Rate Beer maar heeft inmiddels een bovengemiddelde score van 7.
In 2019 werd er een alcoholvrije variant geïntroduceerd, Grolsch Kornuit 0,0. In hetzelfde jaar werd ook een mix met jenever merk JAJEM tot stand gebracht van 5,9% alc. vol.
In 2019 spande Grolsch een Kort geding aan tegen Lidl om het nieuwe biermerk Kordaat. Het zou volgens Grolsch te veel op het merk 'Grolsch Kornuit' lijken. Uiteindelijk mocht Lidl volgens de rechter gewoon het merk blijven verkopen.
Tegen dat vonnis is Grolsch in beroep gegaan bij het Gerechthof. De uitspraak werd verwacht op 8 september 2020, maar werd uitgesteld omdat Lidl en Grolsch in onderhandeling gingen.